# تریسی کامرون
تریسی کامرون (انگلیسی: Tracy Cameron؛ زادهٔ ۱ فوریهٔ ۱۹۷۵) ورزشکار روئینگ اهل کانادا است.
وی در مسابقات کشوری و بین‌المللی در مجموع برندهٔ ۲ مدال طلا، ۱ مدال برنز شده‌است.